# 托尼奥·吉尔
托尼奥·吉尔（葡萄牙語：Tonho Gil，1957年8月18日—），巴西男子足球运动员，场上位置是中场。他曾代表巴西国奥队参加1984年夏季奥林匹克运动会足球比赛，获得一枚银牌。